# Blå örtlöpare
Blå örtlöpare (Lebia cyanocephala) är en skalbaggsart som först beskrevs av Carl von Linné 1758.  Blå örtlöpare ingår i släktet Lebia och familjen jordlöpare.

## Beskrivning
Arten är bred för att vara en jordlöpare, med fyrkantiga täckvingar som har kraftigt blå eller blågrön metallglans. Mellankroppens halssköld är brandgul, även benen är brandgula fast med svarta knän. Arten är liten, med en kroppslängd på 5,5 till 8 mm.

## Ekologi
Habitatet utgörs av torra marker på sand- eller grusjord samt alvarområden med riklig örtväxtlighet. De vuxna skalbaggarna förekommer under vår/försommar och höst på olika träd och buskar, samt växter från familjerna korgblommiga växter som (molkearter, tistlar, piggtistlar, röllika och hökfibblor) samt johannesörtsväxter (johannesörter). Skalbaggarna gömmer sig ofta tillsammans under olika föremål på marken, som stenar och liknande.
Larverna är parasiter på puppor av bladbaggar. De fullbildade skalbaggarna övervintrar som fullvuxna.

## Utbredning
Utbredningsområdet omfattar södra Nordeuropa, Västeuropa österut till den autonoma regionen Xinjiang i nordvästra Kina. Arten finns också i Nordafrika.
I Sverige finns arten endast på Öland och Gotland. Den har gått kraftigt tillbaka, och är rödlistad som starkt hotad ("EN"). Tidigare fanns den, om än inte särskilt vanlig, från Skåne till Uppland och Västmanland (med undantag för sydsvenska höglandet), men den försvann därifrån kring 1970. Orsakerna till artens tillbakagång är habitatförlust till följd av igenväxning av de torra gräsmarker på vilka den lever. Konstgödsling kan också vara en möjlig anledning.
I Finland är arten numera klassificerad som nationellt utdöd ("RE"). Den fanns tidigare i sydväst, från Åland till Helsingforstrakten, norrut till landskapet Egentliga Tavastland. Senaste observationen gjordes 1954 i landskapet Egentliga Finland.

## Bildgalleri

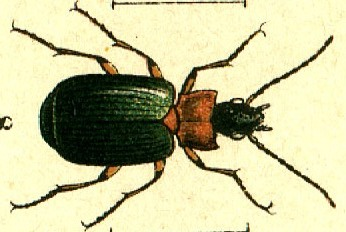
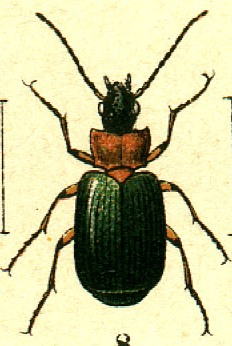
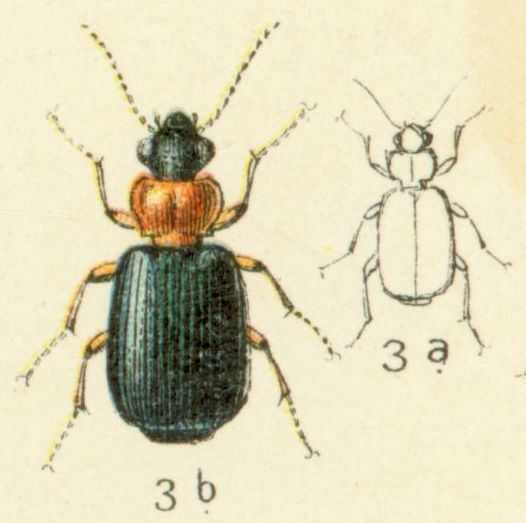
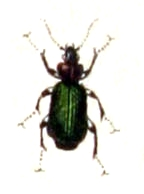
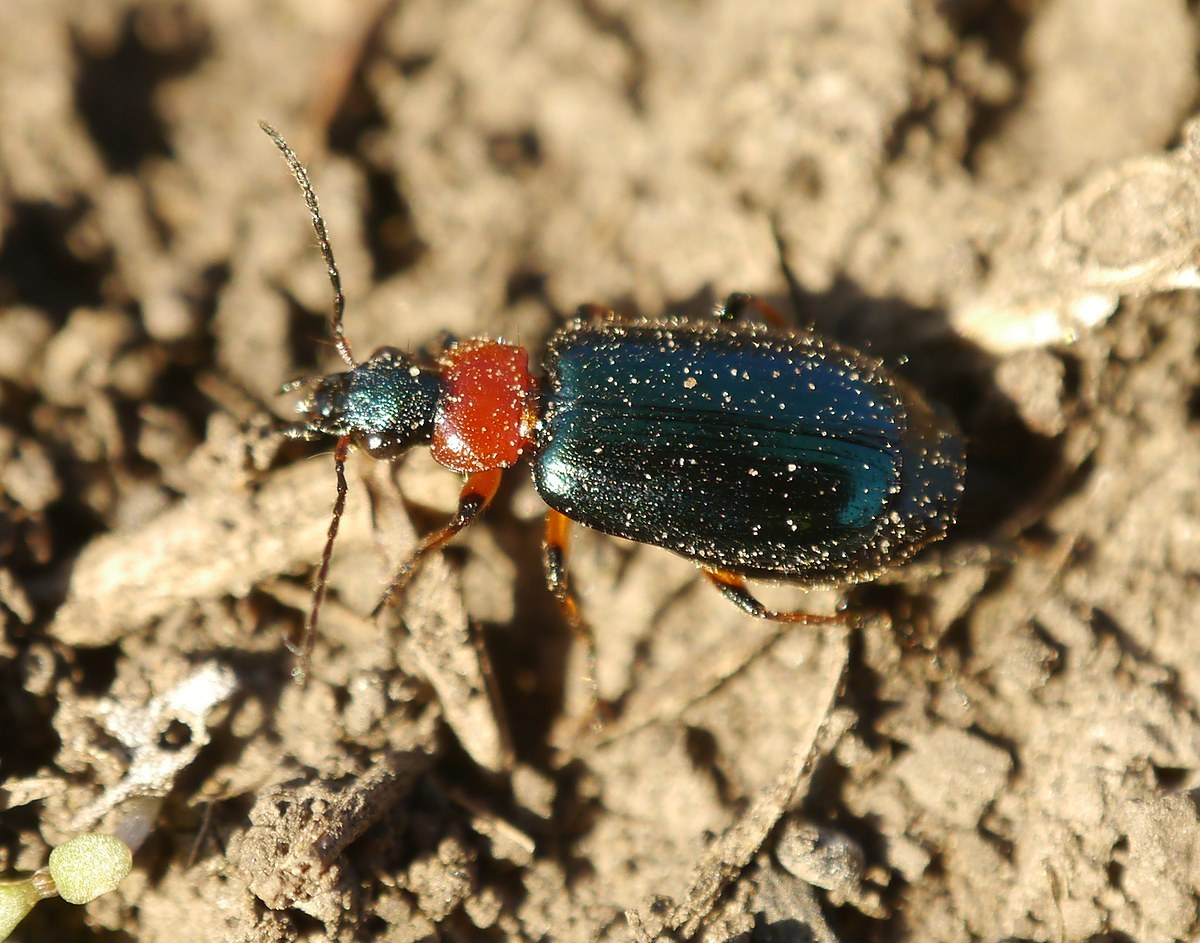
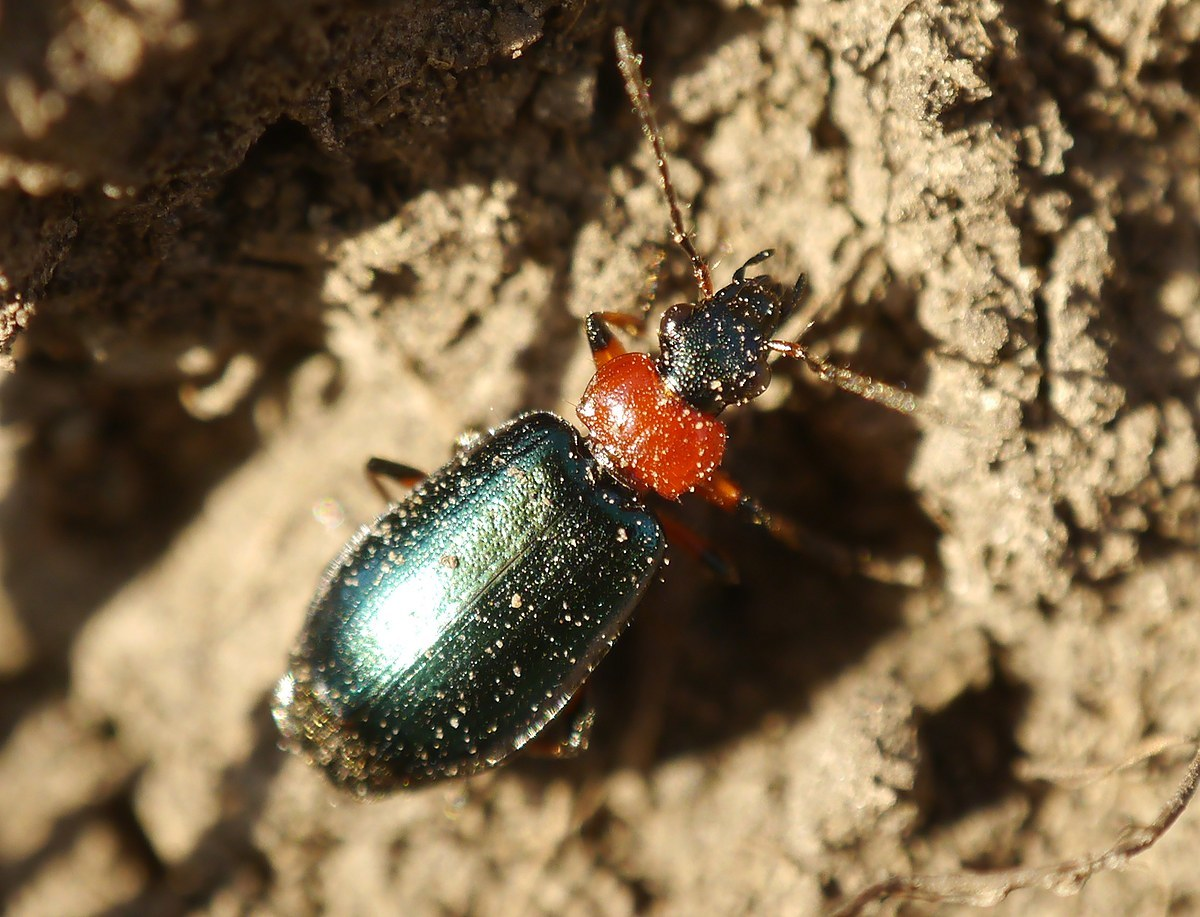